# Frankie Howerd
Frankie Howerd, nato Francis Alick Howard (York, 6 marzo 1917 – Weare, 19 aprile 1992), è stato un attore inglese.

## Filmografia parziale

### Cinema
- The Runaway Bus, regia di Val Guest (1954)
- La signora omicidi (The Ladykillers), regia di Alexander Mackendrick (1955)
- An Alligator Named Daisy, regia di J. Lee Thompson (1955)
- Jumping for Joy, regia di John Paddy Carstairs (1956)
- A Touch of the Sun, regia di Gordon Parry (1956)
- Further Up the Creek, regia di Val Guest (1958)
- Watch It, Sailor!, regia di Wolf Rilla (1961)
- La signora sprint (The Fast Lady), regia di Ken Annakin (1962)
- The Cool Mikado, regia di Michael Winner (1963)
- Mani sulla luna (The Mouse on the Moon), regia di Richard Lester (1963)
- La rapina più scassata del secolo (The Great St. Trinian's Train Robbery), regia di Sidney Gilliat, Frank Launder (1966)
- Carry On Doctor, regia di Gerald Thomas (1967)
- Carry On Up the Jungle, regia di Gerald Thomas (1970)
- Up Pompeii, regia di Bob Kellett (1971)
- Up the Chastity Belt, regia di Bob Kellett (1971)
- Up the Front, regia di Bob Kellett (1972)
- La casa degli orrori nel parco (The House in Nightmare Park), regia di Peter Sykes (1973)
- Sgt. Pepper's Lonely Hearts Club Band, regia di Michael Schultz (1978)

### Televisione
- Frankly Howerd (1959)
- That Was The Week That Was (1962)
- The Frankie Howerd Show (1964-1966)
- East of Howerd (1966)
- Howerd's Hour (1968)
- Carry On Christmas (1969)
- Up Pompeii! (1969–1970)
- Whoops Baghdad (1973)
- Further Up Pompeii! (1975)
- The Frankie Howerd Show (1976)
- Up the Convicts (1976)
- The Howerd Confessions (1976)
- Frankie Howerd Strikes Again (1981)
- Then Churchill Said to Me (1982)
- The Blunders (1986) - Voce
- Superfrank!  (1987)
- All Change (1989)
- Frankie Howerd on Campus (1990)
- Further Up Pompeii (1991)
- Frankie's On... (1992)

## Radio
- The Frankie Howerd Show (1966)
- The Frankie Howerd Show (1973–75)
- The Frankie Howerd Variety Show (1978)
- Frankie Howerd's Memoirs (data sconosciuta)